# فهرست شهرستان‌های نیوهمپشر
ایالت نیوهمپشر از ده شهرستان تشکیل شده است.
پنج شهرستان در سال ۱۷۶۹ زمانیکه نیوهمپشر هنوز مستعمره انگلستان بود ایجاد شدند.
| شهرستان                  | FIPS Code | بخشداری      | تشکیل | جمعیت   | مساحت                                | نقشه |
| ------------------------ | --------- | ------------ | ----- | ------- | ------------------------------------ | ---- |
| بلنپ                     | ۰۰۱       | لکوونیا      | ۱۸۴۰  | ۶۰٬۰۸۸  | ۴۰۱ مایل مربع (۱٬۰۴۰ کیلومتر مربع)   |      |
| کرول                     | ۰۰۳       | اوسیپی       | ۱۸۴۰  | ۴۷٬۸۱۸  | ۹۳۴ مایل مربع (۲٬۴۲۰ کیلومتر مربع)   |      |
| چشایر                    | ۰۰۵       | کین          | ۱۷۶۹  | ۷۷٬۱۱۷  | ۷۰۸ مایل مربع (۱٬۸۳۰ کیلومتر مربع)   |      |
| شهرستان کوآس، نیوهمپشایر | ۰۰۷       | لنکستر       | ۱۸۰۳  | ۳۳٬۰۵۵  | ۱٬۸۰۱ مایل مربع (۴٬۶۶۰ کیلومتر مربع) |      |
| گرافتن                   | ۰۰۹       | هورهیل شمالی | ۱۷۶۹  | ۸۹٬۱۱۸  | ۱٬۷۱۴ مایل مربع (۴٬۴۴۰ کیلومتر مربع) |      |
| هیلزبرو                  | ۰۱۱       | منچسترنشوا   | ۱۷۶۹  | ۴۰۰٬۷۲۱ | ۸۷۶ مایل مربع (۲٬۲۷۰ کیلومتر مربع)   |      |
| مریمک                    | ۰۱۳       | کنکورد       | ۱۸۲۳  | ۱۴۶٬۴۴۵ | ۹۳۴ مایل مربع (۲٬۴۲۰ کیلومتر مربع)   |      |
| راکینگهام                | ۰۱۵       | برنتوود      | ۱۷۶۹  | ۲۹۵٬۲۲۳ | ۶۹۵ مایل مربع (۱٬۸۰۰ کیلومتر مربع)   |      |
| استرافورد                | ۰۱۷       | دوور         | ۱۷۶۹  | ۱۲۳٬۱۴۳ | ۳۶۹ مایل مربع (۹۶۰ کیلومتر مربع)     |      |
| سالیوان                  | ۰۱۹       | نیوپرت       | ۱۸۲۷  | ۴۳٬۷۴۲  | ۵۳۷ مایل مربع (۱٬۳۹۰ کیلومتر مربع)   |      |